# Of Whales and Woe
Of Whales and Woe è un album in studio del musicista statunitense Les Claypol, pubblicato il 30 maggio 2006 dalla sua etichetta discografica la Prawn Song. Alla canzone "Back off Turkey" hanno partecipato anche i figli di Claypool, Cage e Lena. "Iowan Gal" è una canzone d'amore dedicata alla moglie, Chaney Claypool.

## Tracce
Testi e musiche di Les Claypool.
1. Back Off Turkey – 2:11
2. One Better – 5:59
3. Lust Stings – 4:08
4. Of Whales and Woe – 3:03
5. Vernon the Company Man – 2:32
6. Phantom Patriot – 4:01
7. Iowan Gal – 3:29
8. Nothin' Ventured – 3:08
9. Rumble of the Diesel – 4:03
10. Robot Chicken – 0:40
11. Filipino Ray – 3:51
12. Off-White Guilt – 2:21

## Formazione
- Les Claypool – voce, basso, chitarra
- Cage Claypool - cori
- Lena Claypool - cori
- Mike Dillon - batteria
- Skerik - sassofono
- Gabby La La - cori, chitarra